# Chariots of Fire (Titles)
«Chariots of Fire» es un tema instrumental escrito y grabado por Vangelis para la banda sonora de la película de 1981 del mismo nombre. Ha sido versionado por numerosos artistas y utilizado para varios programas de televisión y eventos deportivos.
En el álbum de la banda sonora de la película, la pieza se llama "Titles" debido a su uso en la secuencia de los títulos de apertura de la película, pero se hizo ampliamente conocida como "Chariots of Fire". El nuevo nombre facilitó que tanto los oyentes como los DJs de radio identificaran la canción. Un sencillo en CD de 1989 también dio el nombre de la pieza como "Chariots of Fire".
En Estados Unidos debutó en el puesto 94 en el Billboard Hot 100 en diciembre de 1981 y llegó al número 1 en mayo de 1982. También alcanzó el número 1 en lista Billboard Adult Contemporary en abril de ese año. En Canadá llegó al puesto 4 de la RPM Top Singles y en Reino Unido alcanzó el puesto 12 de la UK Singles Chart.

## Video musical
El video musical de "Chariots of Fire" muestra a Vangelis tocando un piano e instrumentos de percusión en una sala de conciertos, un sintetizador en un estudio de grabación y escenas de la película.

## Posicionamiento en listas
| Listas (1981-1982)                  | Máxima posición |
| ----------------------------------- | --------------- |
| Australia (Kent Music Report)       | 21              |
| Bélgica (Flandes) (Ultratop 50)     | 13              |
| Canadá (RPM Top Singles)            | 4               |
| Estados Unidos (Billboard Hot 100)  | 1               |
| Estados Unidos (Adult Contemporary) | 1               |
| Estados Unidos (Cash Box Top 100)   | 1               |
| Irlanda (IRMA)                      | 15              |
| Nueva Zelanda (Recorded Music NZ)   | 8               |
| Países Bajos (Dutch Top 40)         | 12              |
| Reino Unido (UK Singles Chart)      | 12              |
| Sudáfrica (Springbok Radio)         | 3               |

## Otras versiones
Muchas versiones de "Chariots of Fire" han sido grabadas en todos los estilos por todo tipo de artistas, incluyendo los sonidos orquestales de John Williams and the Boston Pops, las guitarras eléctricas de The Shadows, el piano de Richard Clayderman, la flauta de pan de Zamfir y el jazz de The Bad Plus.
Grabaciones vocales de "Chariots of Fire" han sido realizadas por Melissa Manchester, Jane Olivor, Mireille Mathieu, Demis Roussos y otros, todas con la letra de "Race to the End" proporcionada por Jon Anderson.

## Apariciones en otros medios
A la luz de su uso original, la pieza se utiliza a menudo para obtener un efecto cómico en numerosas secuencias a cámara lenta y/o parodias del género deportivo en varias películas, episodios de televisión y anuncios. Se utilizó cuando el cofundador y presidente de Apple, Steve Jobs, presentó la primera computadora Macintosh el 24 de enero de 1984 en un evento de demostración tecnológica, y en otra conferencia de prensa que celebraba los 100 días del lanzamiento del primer Macintosh.

### Olimpíadas
Debido tanto a su arrolladora melodía como al contenido de la película en la que apareció por primera vez, "Chariots of Fire" se ha asociado ampliamente con los Juegos Olímpicos. La BBC utilizó la pieza como tema musical para su cobertura de los Juegos Olímpicos de Los Ángeles 1984 y también de los Juegos Olímpicos de Seúl 1988. También se utilizó como tema para los Juegos Olímpicos de Sarajevo 1984. Se escuchó antes del inicio de la final de la carrera masculina de 100 metros en los Juegos Olímpicos de Atlanta 1996. Se hizo prominente antes y durante los Juegos Olímpicos de Londres 2012. Los corredores en un evento de prueba en el Parque Olímpico, cuyo recorrido terminó en la gran inauguración del Estadio Olímpico de Londres, fueron recibidos por la pieza mientras terminaban su ruta hacia el nuevo estadio.También se utilizó para fanfarriar a los portadores de la llama olímpica en partes de su ruta a través del Reino Unido. La canción y sus remixes también se utilizaron durante cada ceremonia de entrega de medallas de los juegos.
Fue interpretada por la Orquesta Sinfónica de Londres bajo la dirección de Sir Simon Rattle durante la ceremonia de apertura de los juegos, como parte de un sketch protagonizado por el comediante Rowan Atkinson repitiendo su papel de Mr. Bean, visto tocando una nota repetida en un sintetizador mientras usa un Teléfono móvil, y más tarde un paraguas para tocar la nota mientras intenta agarrar un pañuelo para sonarse la nariz, y luego caer en una ensoñación parodiando la escena inicial de "carrera en la playa" de la propia película Chariots of Fire.